# Maliq
Maliq è un comune albanese situato nella prefettura di Coriza.
In seguito alla riforma amministrativa del 2015, a Maliq sono stati accorpati i comuni di Gore, Libonik,  Moglicë, Pirg, Pojan e Vreshtas, portando la popolazione complessiva a 41.757 abitanti (dati del censimento 2011).